# Сычёв, Николай Ильич
Никола́й Ильи́ч Сычёв (1924 — 1984) — советский военнослужащий, автоматчик 266-го гвардейского стрелкового полка (88-я гвардейская стрелковая дивизия, 8-я гвардейская армия, 1-й Белорусский фронт), гвардии красноармеец (впоследствии — старшина). Полный кавалер ордена Славы.

## Биография
Родился в крестьянской семье в селе Згода Долинского района Екатеринославской губернии (ныне — в Кропивницком районе Кировоградской области Украины). Получил незаконченное среднее образование.
23 марта 1944 года Долинским райвоенкоматом был призван в ряды Красной армии, с апреля 1944 года на фронтах Великой Отечественной войны.
Связной 2-го батальона гвардии рядовой Сычёв 18 июля 1944 года в наступательном бою в районе села Хворостов Волынской области первым ворвался в траншею врага, гранатами и огнём из личного орудия уничтожил 7 солдат противника и одного офицера взял в плен. Приказом по 8-й гвардейской дивизии от 5 августа 1944 года награждён орденом Славы 3-й степени.
Автоматчик гвардии рядовой Сычёв с бойцами 14—15 января 1945 года в бою при прорыве обороны противника на левобережье реки Висла в районе северо-западнее гмины Гловачув в Польше) преодолел минное поле, установленное противником, проник в его траншею и забросал гранатами гранатами блиндаж. При этом уничтожил 9 солдат противника и двоих взял в плен. В бою был ранен, но остался в строю. Приказом по дивизии 17 марта 1945 года награждён орденом Славы 2-й степени.
Гвардии рядовой Сычёв 6 февраля 1945 года на левом берегу реки Одер у населённого пункта Вуден (в 7 км к северо-востоку Лебус, Германия) под огнём врага вынес с поля боя тяжелораненого офицера. Одним из первых вышел к населённому пункту, гранатами подорвал танк. 9 февраля 1945 года при отражении контратаки неприятеля огнём из автомата вывел из строя свыше 10 солдат противника. Указом Президиума Верховного Совета СССР 31 мая 1945 года награждён орденом Славы 1-й степени.
7 февраля 1945 года на западном берегу реки Одер в бою за высоту 76.0 гвардии рядовой Сычёв в рукопашном бою уничтожил 6 солдат противника. захватил 8 фаустпатронов, подбил из них один танк и при отражении контратаки автоматным огнём уничтожил 5 солдат. Приказом по 28 гвардейскому стрелковому корпусу от 6 мая 1945 года награждён орденом Отечественной войны 2-й степени.
В 1947 году демобилизовался в звании старшины. В 1959 году закончил Кировоградский техникум механизации сельского хозяйства. Жил в городе Долинская, работал заместителем управляющего районным объединением «Сельхозтехника». За трудовые заслуги был награждён орденом Октябрьской Революции.
Скончался 25 января 1984 года.

## Память
- В городе Долинская установлен памятный знак.
- В его честь названа одна из улиц города.
- На Аллее Героев установлен его портрет.